# Bassaricyon
A Bassaricyon az emlősök (Mammalia) osztályának ragadozók (Carnivora) rendjébe, ezen belül a mosómedvefélék (Procyonidae) családjába tartozó nem.

## Tudnivalók
Az idetartozó mosómedvefélék Közép- és Dél-Amerika lakói; Nicaraguától egészen Peruig és Brazíliáig találhatók meg. Megjelenésben igen hasonlítanak a farksodróra (Potos flavus), amellyel gyakran összetévesztik ezeket az állatokat. Ezeknek az állatoknak 40 darab foguk van; a fogképletük a következő: {\displaystyle {\tfrac {3.1.4.2}{3.1.4.2}}}.

## Rendszerezés
A nembe az alábbi 4 faj tartozik:
- amazóniai nyestmedve (Bassaricyon alleni) Thomas, 1880
- ecsetfarkú nyestmedve (Bassaricyon gabbii) J. A. Allen, 1876
- nyugati nyestmedve (Bassaricyon medius) Thomas, 1909
- kis nyestmedve (Bassaricyon neblina) Helgen, Pinto, Kays, Helgen, Tsuchiya, Quinn, Wilson & Maldonado, 2013[4]

### Fordítás
- Ez a szócikk részben vagy egészben  a   Bassaricyon című angol Wikipédia-szócikk ezen változatának fordításán alapul.  Az eredeti cikk szerkesztőit annak laptörténete sorolja fel. Ez a jelzés csupán a megfogalmazás eredetét és a szerzői jogokat jelzi, nem szolgál a cikkben szereplő információk forrásmegjelöléseként.